# اسماعیلیه (شهر)
اسماعیلیه شهری با ۳۰ و ۳۵ عرض شمالی و ۳۲ و ۱۶ طول شرقی است که در ساحل غربی آبراه سوئز و در شمال دریاچه تمساح واقع است. از همین رو، در آغاز با نام روستای تمساح شناخته می‌شد.

## تاریخچه بنیان‌گذاری

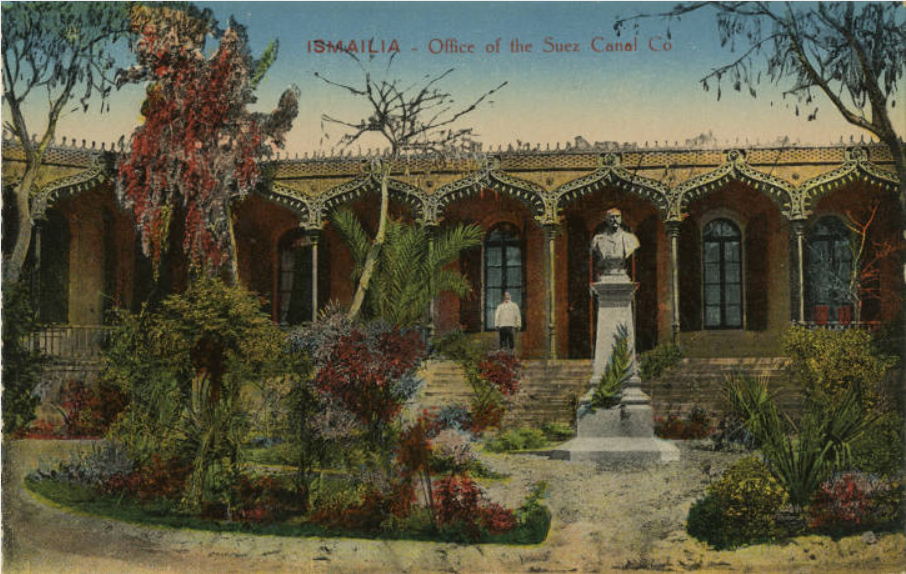
اسماعیلیه ، محل دفتر شرکت کانال سوئز

اسماعیلیه در محل پیشین جزیره عبیط واقع بر تپه‌هایی با ارتفاع بالغ بر ۱۶ متر که به تلال الجسر (تپه‌های پُل) شناخته می‌شد. توسط بازرس کل شرکت احداث آبراه سوئز، فردینان دولسپس بنیاد نهاده شد و ابتدا اردوگاه‌هایی در آن ساخته شد و به عنوان محل استقرار کارگران و مهندسانی که برای تأسیس آبراه سوئز مشغول به کار بودند، مورد بهره‌برداری قرار گرفت. دولت سپس آن را شهر میان چند دریا نامید.
خدیو اسماعیل پاشا (حک ۱۸۶۳-۱۸۷۹م) به این شهر که از موقعیت استراتژیکی برخوردار بود، توجه خاصی مبذول داشت و دستور نقشه‌پردازی و نوسازی شهر را صادر کرد و آن را اسماعیلیه نامید.
اسماعیلیه در ۱۸۶۴م با ویژگی‌های سبک معماری سده ۱۹م و ساختاری شبیه به شهر ریویرا در فرانسه، با خیابان‌های عریض و میدانگاه‌های مشجر، باغ‌ها و مزرعه‌هایی که شهر را از ۳ طرف در برگرفته‌اند و نیز مدارس و حمام‌های زیبا، هتل‌های مدرن و کاخ باشکوه حکومتی با هزینه و وام‌های کلان، ساخته شد. چندان‌که تنها هزینه دیوارهای کاخ حکومتی (سرایه) اسماعیلیه ۸۲۰ ،۳۸ لیره و هزینه ساختمان کامل آن بالغ بر ۲۸۶ ،۲۰۱لیره مصری گردید. شهر اسماعیلیه به دو بخش تقسیم می‌شد، بخشی از آن عرب‌نشین و بخش دیگر اروپایی‌نشین بود که این بخش پیوسته روی در ترقی داشت.

## موقعیت تاریخی و سیاسی
شهر اسماعیلیه در مدت حفاری آبراه سوئز از اهمیت بسیار برخوردار بود، اما پس از پایان پذیرفتن عملیات حفر کانال، تا مدتی از اهمیت آن کاسته شد و جمعیت آن رو به کاهش نهاد، چندان که بخش عمده کارکنان مستقر در آنجا به پرت سعید کوچیدند و این شهر که طبق برآورد اولیه مهندسی شهر ظرفیت ۱۵ هزار نفر سکنه داشت، در ۱۸۷۰م تنها ۳ هزار نفر در آن می‌زیستند و تا حدود ۲۰ سال افزایش چندانی نیافت و جمعیت آن بین ۴ هزار تا ۶ هزار نفر در نوسان بود، ولی پس از آنکه کمپانی آبراه سوئز اسماعیلیه را دفتر مرکزی ستاد عملیات خود قرار داد، قسمت اروپایی‌نشین شهر توسعه یافت و این شرکت نفوذ خود را بر سراسر شهر گسترش داد، تا جایی که راه‌های منتهی به اسماعیلیه را در کنترل خود گرفت و ورود و خروج به شهر تنها با اجازه این شرکت میسر بود. در طول این مدت جمعیت آن به‌طور چشمگیری رو به افزایش نهاد.
انگلستان که پس از انعقاد قرارداد ۱۹۰۴م با فرانسه، در استعمار مصر دیگر منازعی نداشت، در خلال جنگ جهانی اول در قسمت غربی شهر اسماعیلیه استحکامات نظامی خود را مستقر کرد و اسماعیلیه در ۱۹۱۶م به شهری نظامی بدل گردید و پایگاه استقرار نیروهای نظامی متفقین شد. تا پس از جنگ جهانی دوم این پایگاه همچنان رو به گسترش بود، چندان که تا ۱۹۵۰م بزرگ‌ترین مرکز نظامی انگلستان و یکی از بزرگ‌ترین مراکز نظامی جهان به‌شمار می‌رفت. جمعیت اسماعیلیه که پس از پایان جنگ جهانی اول به ۱۵ هزار نفر رسیده بود، پس از جنگ جهانی دوم از مرز ۵۰ هزار نفر گذشت.
اسماعیلیه مرکز شکل‌گیری هسته اولیه، و تا مدت‌ها قرارگاه جمعیت اخوان‌المسلمین - که در مارس ۱۹۲۸ به رهبری حسن‌البنا بنیاد نهاده شد - بود و در خلال فعالیت جنبش ملی مصر برای لغو قرارداد استعماری ۱۹۳۶م - که بر اساس مفاد آن، کل منطقه کانال به اشغال انگلستان در آمده بود - این شهر به کانون مبارزات ضد استعماری بدل شد، اما پس از اعتراضات دامنه‌دار مردم بر این قرارداد، سرانجام دولت مصر در ۸ اکتبر ۱۹۵۱ به لغو یک جانبه آن ناگزیر گردید و در پی آن اسماعیلیه کانون درگیری و برخوردهای مداوم میان نیروهای انگلیس و پلیس مصر شد و آنگاه که ارتش انگلیس تلاش کرد تا پلیس شهر اسماعیلیه را خلع سلاح کند، آنان مقاومت کرده، حاضر به ترک پاسگاه خود نشدند. این حادثه در ۲۵ ژانویه ۱۹۵۲ منجر به جنگی نابرابر و ۶ ساعته میان نیروهای مصر به پشتیبانی و رهبری جمعیت اخوان‌المسلمین از یک طرف و نیروهای انگلیس از طرف دیگر گردید که طی آن ۴۳ نفر مصری کشته، و ۷۲ تن زخمی شدند و سرانجام، نیروهای مصری پس از اتمام مهماتشان، ناچار به تسلیم شدند. این حادثه که خشم مردم را برانگیخت، زمینه‌ساز تظاهرات خونینی در سراسر قاهره گردید که به شنبه سیاه شهرت یافت.
اسماعیلیه که تا اوایل ۱۹۵۶م مقر نظامی و پایگاه نیروی هوایی و مرکز نیروهای مسلح مستعمراتی انگلستان به‌شمار می‌رفت، سرانجام، پس از ملی شدن آبراه سوئز در ژوئیه ۱۹۵۶ نیروهای نظامی انگلیس، بر اساس مفاد قرارداد ۱۹۵۴م از اسماعیلیه بیرون رانده شدند، اما متعاقب آن در اکتبر همان سال انگلیس و فرانسه و اسرائیل، اقدام به تجاوزی مسلحانه به مصر نمودند و طی این جنگ بندر اسماعیلیه به اشغال نیروهای متجاوز درآمد.
پس از جنگ ۶ روزه ژوئن ۱۹۶۷ اعراب و اسرائیل و بسته شدن آبراه سوئز، بنیاد اقتصادی شهر اسماعیلیه تا مدت‌ها متزلزل شد و بر اثر بمباران و حملات بی‌وقفه شهر توسط نیروهای اسرائیلی در سپتامبر ۱۹۶۸، دولت مصر رسماً اقدام به تخلیه شهرهای ساحلی کانال ازجمله اسماعیلیه کرد. سپس جمعیت اسماعیلیه تدریجاً رو به افزایش نهاد، چندان‌که، تا پیش از ۱۹۷۰م به ۳۰۰ ،۱۱۶نفررسید و در۱۹۷۱م‌بالغ‌بر ۸۰۰ ،۱۷۲نفر گردید. در جنگ ۱۹۷۳م میان اعراب و اسرائیل، شهر اسماعیلیه به سبب موقعیت سوق‌الجیشی شاهد حوادث بسیاری از جمله بسته شدن مجدد آبراه سوئز شد و به مهاجرت مردم اسماعیلیه به شهرهای دیگر منجر گردید. پس از گشوده شدن کانال در ۱۹۷۵م، مهاجران دوباره به اسماعیلیه بازگشتند و در ۱۹۷۶م جمعیت شهر به ۹۳۰ ،۱۴۵نفر رسید و اسماعیلیه تدریجاً روی در ترقی و پیشرفت نهاد. ساختمان‌های جدیدی در آن ساخته شد و جمعیتش همچنان در افزایش بود، تا جایی که در ۱۹۸۸م به حدود ۲۰۰ ،۲۳۶نفر رسید.

## موقعیت‌اقتصادی - فرهنگی
اسماعیلیه ‌پس از بازگشایی‌ کانال ‌سوئز در ۱۹۷۵م، تدریجاً مسیر رشد و ترقی در پیش گرفت و ویژگی‌های یک منطقه صنعتی تجاری را پیدا کرد و مراکزی در زمینه صنایع غذایی، کارخانه‌های تراکتورسازی، موتورسازی و کارگاه‌های کشتی‌سازی در آنجا تأسیس شد. دانشگاه آبراه سوئز نیز در همین سال گشایش یافت. در اوایل دهه ۱۹۸۰م نیروگاه برق در شهر احداث گردید.
شهر و بندر اسماعیلیه ترمینال کشتیرانی و چهارراه ارتباطات محسوب می‌شود و از این رو، در رونق تجارت مصر نقش مهمی ایفا می‌کند. از اسکله این بندر در ساحل شمالی دریاچه تمساح برای صدور نفت بهره‌برداری می‌شود. در بخشی از ساحل آن نیز معادن سنگ اییناس استخراج می‌گردد. همچنین شهر اسماعیلیه دارای شبکه آبرسانی است که بخشی از آن از طریق آب‌های زیرزمینی تأمین می‌گردد.
در ۱۸۶۸م شهر اسماعیلیه به شبکه ارتباطی راه آهن مصر پیوست. خط آهن اسماعیلیه و اسماعیلیه‌سوئز توسط اسماعیل پاشا احداث شد. اسماعیلیه همچنین به عنوان مرکز تلاقی خطوط آهن به‌شمار می‌رود.

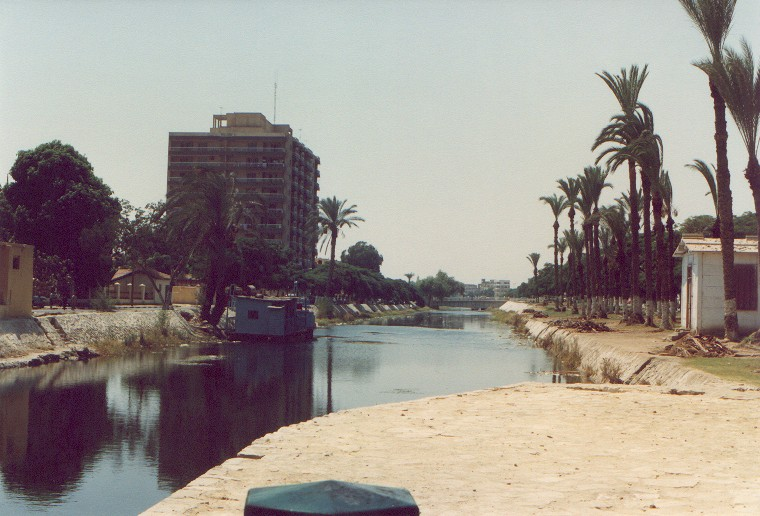

در طول حفر آبراه سوئز بر اساس نیازهای شرکت کانال، خطوط تلگرافی در اسماعیلیه احداث گردید. سپس در ۱۸۶۷م به علت ازدیاد جمعیت، دولت در صدد احداث خطوط تلگرافی جدیدی برآمد. در ۱۸۶۹م ارتباط پستی میان اسماعیلیه و پرت سعید برقرار گردید و دولت دفتر پست و تلگراف را بنیاد نهاد و خدمات آن را در اختیار شرکت اداره آبراه سوئز قرار داد. همچنین خطوط تلفن تا ۱۸۸۳م در دست شرکت کانال بود تا آنکه دفتر شرکت تلفن ملی مصر در ۱۹۱۲م در اسماعیلیه افتتاح شد.

## کانال اسماعیلیه
این کانال از دریاچه تمساح در آبراه سوئز، در جنوب شهر اسماعیلیه تا رود نیل در بولاق قاهره، در جهت یکی از مسیرهای پیشین رود نیل - در ناحیه وادی طمیلات فعلی - از شرق به غرب، امتداد می‌یابد.
این کانال که در گذشته، کانال آب شیرین نامیده می‌شد، طی سال‌های ۱۸۵۶-۱۸۶۳م برای تأمین آب نوشیدنی منطقه سوئز که هزاران کارگر در آن مشغول کار بودند، ساخته شد.
تاریخچه طرح این کانال به دوران فراعنه باز می‌گردد که آرزوی پیوند دو دریای سفید و سرخ را به وسیله رود نیل در سر می‌پروراندند. چندان که در دوران باستان، فرعون نخاو۲ دوم (حک ۶۱۰ - ۵۹۵ ق‌م) تصمیم داشت کانال آبی در امتداد دریای سرخ به رود نیل بکشد؛ اما از آنجا که داریوش و نخاو گمان می‌کردند که ارتفاع دریای سرخ بیش از رود نیل است، از ارتباط این کانال با رود نیل واهمه داشتند. از این رو، اقدام به حفر کانال از دریای سرخ تا شهر هیروپولیس کردند. برخی محققان گمان می‌کنند که هیروپولیس همان شهر فیتوم (بیتوم) است که در تورات از آن یاد شده‌است. برخی دیگر آن را شهر افاریس یا اواریس واقع در تل المسخوطه، در نزدیکی دریای سرخ دانسته‌اند.
آبراه نخاو از نقطه‌ای تقریباً در اسماعیلیه امروزی عبور می‌کرد و سپس به موازات وادی طمیلات به سمت جنوب امتداد می‌یافت و پس از عبور از «البحیره المرّه» به دریای سرخ می‌پیوست.
فرعون ‌نخاو دوم که‌از خدمت‌ به داریوش ‌احتراز می‌جست، عملیات احداث کانال را که به فرمان وی آغاز کرده بود، متوقف نمود، اما داریوش پس از اشغال مصر، فرمان حفر مجدد کانال را صادر کرد. به گفته هرودت در راه ساختن آن ۲۱۰ هزار مصری قربانی شدند (ص ۱۷۶). سرانجام، در ۵۲۰ ق م کانال مزبور احداث گردید. طول آن را ۴ روز راه دریایی معادل ۱۰ میل گفته‌اند و عرض آن نیز به اندازه‌ای بوده‌است که دو کشتی بزرگ پارویی آن دوران به آسانی می‌توانستند از کنار هم بگذرند.
بنیان‌گذاری کانال اسماعیلیه فعلی به اسماعیل پاشا نسبت داده شده‌است. وی برای جشن‌های افتتاح کانال متجاوز از یک میلیون لیره مصری هزینه کرد.
امروزه کانال اسماعیلیه با طول ۱۳۶ کم، به ۲ شاخه شمالی و جنوبی تقسیم می‌شود. از شهر اسماعیلیه انشعابی به سمت پرت سعید در شمال و انشعاب دیگری به سمت آبراه سوئز در جنوب، ایجاد شده‌است که از هر دو شاخه برای تأمین آب آشامیدنی و آبیاری مناطق بین پرت سعید و سوئز بهره‌برداری می‌شود، چندان که زمینهای کشاوزری را به مساحت ۵۰۰،۳۳۳ فدان (هرفدان معادل ۲۰۰ ،۴م ۲ است) مشروب می‌سازد. وسعت این کانال در حدی است که کشتیهای ۴۰۰ تنی می‌توانند در آن رفت‌وآمد کنند.
صهیونیستها از دیرباز اندیشه دستیابی به آب‌های نیل را در سر می‌پروراندند، به طوری که هرتسل در ۱۹۰۳م از مشروب کردن صحرای سینا از طریق رود نیل سخن رانده بود. در ۱۹۷۴م مهندس صهیونیست الیشع کالی طرح انتقال آب رود نیل به اسرائیل را از طریق توسعه کانال اسماعیلیه و افزایش گنجایش آن تا ۳۰ م۳ در ثانیه تحت عنوان «میاه السلام» مطرح کرد. سرانجام، در ۱۹۷۹م این طرح مورد موافقت انور سادات قرارگرفت و وی دستور حفر «ترعهالسلام» را صادرکرد. محافل صهیونیست نیز از این خبر استقبال کردند و در مطبوعات به شرح و تفصیل آن پرداختند.